# André Dehertoghe
André Dehertoghe est un athlète belge, coureur de demi-fond né le 19 juillet 1941 à Louvain et mort le 25 août 2016. Surnommé Ratteke, il fut un des spécialistes européens du 1 500 m. Il a régulièrement servi de lièvre pour Gaston Roelants et Emile Puttemans. Il était l'époux de la patineuse à roulettes de vitesse, plusieurs fois championne du monde Annie Lambrechts.

## Palmarès
- Champion de Belgique du 800 m en 1966
- Champion de Belgique de 1 500 m en 1967, 1969, 1970 et 1971
- Record national de 1 500 m en 1966, 1967 et 1968
- Finaliste du 1 500 m aux JO de Mexico en 1968 (11e)
- Finaliste du 1 500 m aux Championnats d'Europe 1966 (6e) et 1969 (5e)
- 36 sélections nationales

## Récompenses
- Spike d'Or 1966
- Grand Prix d'Honneur de la LBA 1967
- Médaille d'argent du Mérite sportif 1967

## Sources
- Dictionnaire des sports et des sportifs belges, Paul Legrain Éditeur, 1983
- (en) Profil olympique d’André Dehertoghe sur sports-reference.com (archivé)